# ريتشارد إي. كونا
ريتشارد إي. كونا (بالإنجليزية: Richard E. Cunha)‏ هو كاتب سيناريو وكاتب ومصور سينمائي أمريكي، ولد في 4 مارس 1922 في هونولولو في الولايات المتحدة، وتوفي في 18 سبتمبر 2005 في أوسيانسيدي في الولايات المتحدة.

## وصلات خارجية
- ريتشارد إي. كونا على موقع IMDb (الإنجليزية)
- ريتشارد إي. كونا على موقع ألو سيني (الفرنسية)
- ريتشارد إي. كونا على موقع أول موفي (الإنجليزية)
- ريتشارد إي. كونا على موقع قاعدة بيانات الفيلم (الإنجليزية)
- ريتشارد إي. كونا على موقع كينوبويسك (الروسية)